# Heinz Wilhelm Steckling
Heinz Wilhelm Steckling (Verl, 23 aprile 1947) è un vescovo cattolico e missionario tedesco, dal 19 dicembre 2023 vescovo emerito di Ciudad del Este.

## Biografia
Heinz Wilhelm Steckling è nato a Verl il 23 aprile 1947. È cresciuto a Spexard, un distretto nel sud-est della città di Gütersloh, nella Renania Settentrionale-Vestfalia.

### Formazione e ministero sacerdotale
Si è diplomato al ginnasio di Gütersloh. Ha maturato la decisione di entrare nei Missionari oblati di Maria Immacolata dopo una missione parrocchiale nel suo villaggio. Dopo aver compiuto il periodo di juniorato a Borken, ha iniziato il periodo di noviziato a Engelport, dove il 1º maggio 1967 ha emesso i primi voti religiosi. Ha proseguito gli studi presso lo scolasticato di Hünfeld e successivamente all'Università Johannes Gutenberg di Magonza.
Il 15 aprile 1973 ha emesso la professione solenne e lo stesso giorno è stato ordinato diacono dal cardinale Hermann Volk, vescovo di Magonza. Il 20 luglio 1974 è stato ordinato presbitero nella sua parrocchia natale a Spexard, vicino a Gütersloh, dal vescovo di Kimberley Erwin Hecht. Lo stesso anno ricevette la sua prima obbedienza alla futura viceprovincia di Pilcomayo e partì per il Paraguay. Lì ha prestato servizio come vicario parrocchiale della parrocchia di San Vincenzo de' Paoli a Colonia Independencia, nella diocesi di Villarrica del Espíritu Santo; formatore ad Asunción, soprattutto nel pre-noviziato, situato in una zona industriale, e provinciale della vice provincia del Pilcomayo e Nord Argentina dal 1986 al 1992. Dopo aver lasciato l'incarico, è tornato al suo servizio nel pre-noviziato, ma il capitolo generale del 1992 lo ha eletto secondo assistente del superiore generale e si è trasferito nella curia generalizia a Roma. Nei sei anni di servizio come assistente generale, è stato responsabile della formazione e ha visitato le case di formazione dei missionari oblati in tutto il mondo. Sotto la sua guida sono state emanate le linee guida per la formazione. Ha organizzato sessioni di formazione per i formatori e i maestri dei novizi. Dopo la nomina di padre Marcello Zago a segretario della Congregazione per l'evangelizzazione dei popoli e la scadenza del suo mandato di superiore generale dei padri oblati, il capitolo generale del settembre del 1998 ha eletto padre Steckling nuovo superiore generale. Nel settembre del 2004 il XXXIV capitolo generale lo ha eletto per un secondo mandato.
Ha partecipato alla II assemblea speciale per l'Europa del Sinodo dei vescovi che ha avuto luogo nella Città del Vaticano dal 1º al 23 ottobre 1999 sul tema "Gesù Cristo, vivente nella sua Chiesa, sorgente di speranza per l'Europa" e alla XII assemblea generale ordinaria del Sinodo dei vescovi che ha avuto luogo nella Città del Vaticano dal 5 al 26 ottobre 2008 sul tema "La Parola di Dio nella vita e nella missione della Chiesa".
È stato consultore del Pontificio consiglio per il dialogo interreligioso dal 2 febbraio 2008  e della Congregazione per l'evangelizzazione dei popoli dal 4 luglio 2009.
Nel 2010 ha concluso il secondo mandato ed è tornato in Paraguay per assumere l'incarico di rettore dello scolastico dei padri oblati "Beato José Gerard" ad Asunción.

### Ministero episcopale
Il 15 novembre 2014 papa Francesco lo ha nominato vescovo di Ciudad del Este. Ha ricevuto l'ordinazione episcopale il 21 dicembre successivo nella cattedrale di San Biagio a Ciudad del Este dal vescovo di Caacupé Catalino Claudio Giménez Medina, co-consacranti il vicario apostolico di Pilcomayo Lucio Alfert e il vescovo di Villarrica del Espíritu Santo Ricardo Jorge Valenzuela Rios. Durante la stessa celebrazione ha preso possesso della diocesi.
Nel novembre del 2017 ha compiuto la visita ad limina.
Il 19 dicembre 2023 papa Francesco ha accolto la sua rinuncia al governo pastorale della diocesi per raggiunti limiti di età; gli è succeduto Pedro Collar Noguera, fino ad allora vescovo di San Juan Bautista de las Misiones.

## Genealogia episcopale
La genealogia episcopale è:
- Cardinale Scipione Rebiba
- Cardinale Giulio Antonio Santori
- Cardinale Girolamo Bernerio, O.P.
- Arcivescovo Galeazzo Sanvitale
- Cardinale Ludovico Ludovisi
- Cardinale Luigi Caetani
- Cardinale Ulderico Carpegna
- Cardinale Paluzzo Paluzzi Altieri degli Albertoni
- Papa Benedetto XIII
- Papa Benedetto XIV
- Papa Clemente XIII
- Cardinale Marcantonio Colonna
- Cardinale Giacinto Sigismondo Gerdil, B.
- Cardinale Giulio Maria della Somaglia
- Cardinale Carlo Odescalchi, S.I.
- Cardinale Costantino Patrizi Naro
- Cardinale Lucido Maria Parocchi
- Vescovo Luigi Giuseppe Lasagna, S.D.B.
- Arcivescovo Juan Sinforiano Bogarín
- Arcivescovo Juan José Aníbal Mena Porta
- Arcivescovo Felipe Santiago Benitez Avalos
- Vescovo Catalino Claudio Giménez Medina, P. di Schönstatt
- Vescovo Heinz Wilhelm Steckling, O.M.I.